# Henry Lascelles, 2.º Conde de Harewood
Henry Lascelles, 2º Conde de Harewood DL (25 de dezembro de 1767 - 24 de novembro de 1841), conhecido como Visconde Lascelles 1814-1820, foi um par britânico e membro do Parlamento.

## Vida e política início
Harewood foi o segundo filho de Edward Lascelles, 1º Conde de Harewood, e Anne Chaloner. Ele foi eleito para a Câmara dos Comuns para Yorkshire em 1796, um assento que ocupou até o eleição de 1807 em Yorkshire e novamente entre 1812-1818, e também representou Westbury 1807-1812 e Northallerton de 1818 a 1820. O último ano em que sucedeu a seu pai no condado e entrou na Câmara dos Lordes. Entre 1819 e 1841, também serviu como lorde-tenente da equitação ocidental de Yorkshire.

## Casamento e Filhos
Lord Harewood casado Henrietta Sebright, filha de (d 15 de fevereiro de 1840). Sir John Sebright, 6.º Baronete, em 3 de Setembro de 1794. Tiveram onze filhos:
- Rt. Hon. Edward Lascelles, Visconde Lascelles (18 de julho de 1796- 7 de dezembro de 1839), casado (1) Ann Elizabeth Rosser, (2) Philippine Munster e morreu sem descendência.
- Henry Lascelles, 3.º Conde de Harewood (11 de junho de 1797-1722 - fevereiro de 1857)
- William Saunders Sebright Lascelles (29 de outubro de 1798- 2 de julho de 1851)
- Hon. Edwin Lascelles (1799-25 de abril de 1865), morreu solteira.
- Hon. Francis Lascelles (12 de fevereiro de 1801- 2 de fevereiro de 1814)
- Lady Harriet Lascelles (19 de junho de 1802 - 1 de janeiro de 1889), casou-se com George Holroyd, 2.º Conde de Sheffield e tiveram filhos.
- Hon. Frederick Lascelles (1803-1813 - outubro de 1823)
- Lady Frances Anne Lascelles (2 de junho de 1804- 7 de dezembro de 1855), casou-se com John Thomas Hope, filho de General Sir Alexander Hope[1]  e tiveram filhos.
- Hon. Arthur Lascelles (23 de janeiro de 1807-19 de julho de 1880), casou-se com Caroline Frances Brooke, filha de Richard Brooke, 6.º Baronete e tiveram filhos.
- Lady Emma Lascelles (16 de março de 1809- 8 de fevereiro de 1865), casou-se com Edward Portman, 1º. Visconde Portman e tiveram filhos.
- Lady Louisa Lascelles (10 de setembro de 1812-10 de março de 1886), casou-se com Lord George Henry Cavendish, irmão mais novo de William Cavendish, 7.º duque de Devonshire, e tiveram filhos.

Sua esposa é mencionado em Mansfield Park, de Jane Austen, em uma carta de Mary Crawford para Fanny Price, enquanto Fanny é ficar com sua mãe e pai em Portsmouth: eu estava lá, há dois anos, quando Lady Lascelles tinha, e eu prefiro -lo sobre qualquer outra casa em Londres (ela está falando sobre uma casa em Wimpole Street.)

## Estilos de endereço
- 1767-1796: Sr. Henry Lascelles
- 1796: O Senhor Henry Lascelles
- 1796-1814: O Senhor Henry Lascelles MP
- 1814-1820: Visconde Lascelles MP
- 1820-1841: O honorável direito o conde de Harewood